# Robert Pehrsson
Robert Pehrsson, född 13 december 1975, är en svensk musiker och låtskrivare. Han har under sin karriär spelat med musikgrupper som Runemagick, Thunder Express, Death Breath, Dundertåget, Dagger och Imperial State Electric. 
År 2013 gav han ut sin första soloskiva med titeln Robert Pehrsson’s Humbucker. På skivan medverkar bland andra Nicke Andersson, Dolf De Borst och Tomas Eriksson från Imperial State Electric, Peter Stjärnvind (Nifelheim, Black Trip), Joseph Tholl (Enforcer, Black Trip), Robert Eriksson (ex The Hellacopters), Olle Dahlstedt (Entombed), Johan Bäckman (Necrocourse) and Johannes Borgström. Skivan som var ett perfekt exempel på ett nutida classic rock-album fick lysande recensioner och blev utmärkt till “Månadens skiva” av Tysklands ledande oberoende Hårdrockstidning Rock Hard. År 2016 släpptes uppföljaren "Long Way To The Light" som även den möttes av lysande recensioner.  “Long Way to the Light” spelades till största delen in av Robert Pehrsson och Nicke Andersson, med hjälp av Jospeh Tholl. 
På "Long Way To The Light" medverkar musiker från: Enforcer, Imperial State Electric, The Hellacopters och Tribulation.

## Diskografi
- 1996 - Deathwitch - Triumphant Devastation
- 1997 - Deathwitch - Dawn of Armageddon
- 1999 - Tomahawk - What to Do 7"
- 1999 - Tomahawk - Push 7"
- 2002 - Wrecks - Wrecks
- 2004 - Thunder Express - We Play for Pleasure
- 2006 - Death Breath - Death Breath
- 2006 - Death Breath - Stinking Up the Night
- 2007 - Thunder Express - Republic Disgrace
- 2007 - Death Breath - Let It Stink
- 2009 - Dundertåget - Skaffa ny frisyr
- 2010 - Dundertåget - Dom feta åren är förbi
- 2010 - Imperial State Electric - Imperial State Electric
- 2012 - Imperial State Electric - Pop War
- 2013 - Robert Pehrsson's Humbucker - S/T (Solo album)
- 2013 - Imperial State Electric - Reptile Brain Music
- 2015 - Imperial State Electric - Honk Machine
- 2016 - Robert Pehrsson's Humbucker - Long Way To The Light
- 2019 - Robert Pehrsson's Humbucker - Out of the dark

## Medverkar på
- 2009 - Mary's Kids - S/T
- 2010 - Necronaut - S/T
- 2011 - 77 - High Decibels
- 2011 - Slingblade - The Unpredicted Deeds of Molly Black
- 2012 - The Datsuns - Death Rattle Boogie
- 2012  - Bullet - Full Pull
- 2012 - Mary's Kids - Say No!
- 2013 - Black Trip - Goin’ Under
- 2013 - Dead Lord - Goodbye Repentance
- 2013 - Dregen - S/T
- 2013 - Black Trip - Goin' Under
- 2015 - Black Trip - Shadowline

## Band
- Masticator
- Runemagick
- Deathwitch
- Tomahawk
- The Preachermen
- Wrecks
- Thunder Express
- Death Breath
- Dundertåget
- Imperial State Electric
- Dagger
- Robert Pehrsson's Humbucker